# Propántiol
A propántiol vagy propil-merkaptán egy, a tiolok közé tartozó szerves kénvegyület, kémiai képlete C3H8S. Szerkezete analóg a propanoléval, annyi különbséggel, hogy a propanolban lévő oxigént itt egy kénatom helyettesíti. Standard körülmények között színtelen, erős, káposztára emlékeztető szagú, enyhén mérgező folyadék. Vízben rosszul oldódik, de számos szerves oldószerben, például etanolban, benzolban vagy acetonban jól oldható. Sűrűsége kisebb, mint a vízé. Erősen gyúlékony anyag, égésekor irritáló vagy mérgező gázok keletkeznek. A propántiolt gyomirtóként, szagosítóanyagként, valamint kémiai reakciókban köztitermékként alkalmazzák.

## Fordítás
Ez a szócikk részben vagy egészben  a   Propanethiol című angol Wikipédia-szócikk ezen változatának fordításán alapul.  Az eredeti cikk szerkesztőit annak laptörténete sorolja fel. Ez a jelzés csupán a megfogalmazás eredetét és a szerzői jogokat jelzi, nem szolgál a cikkben szereplő információk forrásmegjelöléseként.